# Persona Q: Shadow of the Labyrinth
Persona Q: Shadow of the Labyrinth (ペルソナQ シャドウ オブ ザ ラビリンス?, Perusona Kyū: Shadō Obu Za Rabirinsu) è un videogioco di ruolo alla giapponese per Nintendo 3DS prodotto dalla Atlus, spin off della serie Shin Megami Tensei: Persona, che unisce i personaggi e altri elementi dei titoli Persona 3 e Persona 4. Il gioco è uscito per la prima volta in Giappone il 5 giugno 2014, e ha poi raggiunto il 25 novembre l'America; tramite, poi, la Nippon Ichi, sempre nella stessa settimana, il 28 novembre, il gioco è arrivato anche in Europa.

## Trama
Persona Q ha due sviluppi differenti della storia, a seconda se si sceglierà di iniziare il gioco usando come personaggio principale il Protagonista di Persona 3 oppure quello di Persona 4, i nomi dei quali, tra l'altro, come già accade nei due titoli originali, viene deciso dal giocatore ad inizio di una Nuova Partita. La storia comunque si colloca in periodi definiti dei due titoli principali: nel caso di Persona 3 ha inizio al termine del tifone che ha portato alla cancellazione del Festival Culturale della Gekkoukan High School, durante la notte del 20 settembre durante la quale il Protagonista convince i compagni della SEES ad andare al Tartaro; nel caso della storia dal punto di vista del Protagonista di Persona 4, essa comincia il 30 ottobre, in cui il giovane e i compagni del Team d'Investigazione partecipano all'ultimo giorno del Festival Culturale della Yasogami High School. In entrambi casi, dopo che i due Protagonisti avvertono il rintocco di una campana, e si ritrovano assieme ai compagni nella Velvet Room, d'improvviso vengono trasportati in un luogo dall'aspetto simile alla Yasogami High, ancora in festa per il Festival, ma che si rivela tutt'altro posto in cui vi è una gigantesca torre con un orologio e labirinti in cui risiedono gli Shadow. Nell'esplorare il posto i giovani in seguito si imbattono in Rei, una ragazzina golosa e dal carattere dolce e gioioso, e Zen, un giovane molto riservato e freddo; entrambi sono affetti da amnesia, dato che le loro memorie, affermano, sono state rubate. Il Team d'Investigazione e la SEES, che ad un certo punto avranno modo di conoscersi e di unire le loro forze, nel corso del gioco dovranno dunque addentrarsi nei 4 stand ove si trovano i labirinti, raggiungere gli ultimi piani degli stessi e recuperare degli oggetti chiusi in degli scrigni, sconfiggendo potenti Shadow, chiamati Guardiani, che li sorvegliano.
Raccogliendo tali oggetti, i due team man mano eliminano i lucchetti posti su due porte nella Velvet Room che li possono riportare nella loro linea temporale.
Dopo aver raccolto gli oggetti all'interno dei labirinti, che si rivelano cimeli appartenenti a Rei, alla fine la vera identità e la storia legata alla ragazza e Zen vengono a galla e sono rivelate da quest'ultimo dopo aver sconfitto l'ultimo Guardiano, lo Shadow di Rei. Il suo vero nome è Chronos, ed è una delle personificazioni della Morte, mandato dodici anni prima per prendere con sé Rei, il cui vero nome è Niko, una ragazza morta per una malattia che l'ha tenuta in ospedale per lungo tempo. Incuriosito dalla ragazza e il suo silenzio ogni volta che tentava di parlarle, Chronos aveva usato le memorie di Niko per trasformare lo spazio in cui l'aveva condotta nella Yasogami High, che lei aveva tanto sognato di frequentare; tuttavia ciò aveva portato la ragazza a disperarsi per essere morta senza aver avuto la possibilità di andare a scuola e fare amici, e così lo aveva supplicato di farla cessare di esistere, dato che la sua esistenza, afferma, era stata senza senso.
Chronos profondamente dispiaciuto per ciò che le aveva fatto, aveva poi cancellato le memorie di Niko, e quando quest'ultima si era ripresa e le aveva chiesto della loro identità, aveva inventato i due nomi Zen e Rei; in seguito, poi, per tenere fede alla promessa che le aveva fatto che sarebbe stato sempre al suo fianco, per cercare di dare senso alla sua esistenza, Chronos si era liberato di una metà parte di sé, assieme a tutte le memorie relative alla sua identità e il suo compito, e le aveva custodite all'interno dei quattro scrigni con all'interno gli oggetti con cui Niko era stata seppellita.
Dopo aver recuperato le proprie memorie, Rei disperata corre via fuori dal cortile della Yasogami e, sotto gli occhi di Zen e gli altri, viene rapita da un'orda di Shadow e condotta sulla cima della torre dell'orologio. Quando poi Zen dichiara di voler recarsi a salvare la ragazza, per mantenere fede alla promessa fattale, anche i due Protagonisti e i loro Team, pur avendo la possibilità di percorrere le due porte nella Velvet Room e tornare nel loro mondo, si uniscono a lui per salvare Rei. Così dopo aver percorso i piani della torre, giunti in cima, essi dapprima affrontano e sconfiggono il gigantesco ragno che aveva rapito e teneva intrappolata la ragazza, ed infine, rintoccate le campane della torre, appare una gigantesca e minacciosa entità che Zen rivela essere la parte di sé di cui si era liberato. Dopo dunque aver sconfitto anche quest'ultimo nemico e aver portato in salvo Rei, gli Shadow scompaiono da quel luogo, e Zen, mentre Rei si scusa per aver creato tutti quei problemi e torna a disperarsi per essere morta da sola e aver avuto solo sofferenza e gelosia in vita, la rassicura dicendole che l'unico significato che realmente importa della sua vita è che l'abbia vissuta al meglio, condividendo il suo tempo con le persone con cui si era legata.
In seguito poi i membri del Team d'Investigazione e quelli della SEES decidono di passare un altro po' di tempo insieme; successivamente, poi, giunta la fine del Festival, Zen e Rei salutano tutti ed assieme si dirigono mano nella mano "nel luogo dove tutte le vite nascono e dove ritornano", mentre i ragazzi dei due team, seppure scoprono da Elizabeth e Margaret che perderanno le memorie di tutto ciò che era successo in quel luogo, attraversando le due porte nella Velvet Room per tornare alle loro realtà si salutano ripromettendosi di rivedersi a vicenda prima o poi.

## Modalità di gioco
Come già detto, Persona Q eredita molti aspetti ed elementi di Persona 3 e Persona 4, anche se le meccaniche di gioco dei labirinti in cui i combattimenti si svolgono e gli elementi presenti in esso sono ispirati a quello di un'altra serie della Atlus: Etrian Odyssey.
Il giocatore sarà dotato di una mappa nello schermo inferiore della Nintendo 3DS che dovrà riempire man mano che avanzerà, con visuale in prima persona, nell'esplorazione dei piani in cui saranno separati i labirinti tracciando i limiti dei sentieri che intraprenderà, e segnando sulla stessa, tramite icone pre-impostate, la presenza di elementi e porte a cui andrà incontro. Nei labirinti, infatti, saranno presenti passaggi segreti, attraverso cui accorciare il percorso; forzieri, in cui trovare vari oggetti, alcuni dei quali, su cui vi sarà un disegno del labirinto, che sarà possibile aprire esplorando al 100% il piano in cui si trovano; ed infine i Power Spot (abbreviate anche in "P-Spot"), aree che emanano luce e al cui interno poter trovare numerosi materiali (anche se più se ne raccoglieranno, più aumenterà il rischio di imbattersi in Shadow potenti) e altri elementi che sarà possibile trovare in base al labirinto che si sta esplorando.
Qui, inoltre, durante il percorso ci si imbatterà negli Shadow, che a differenza di Persona 3 e Persona 4 non saranno visibili e appariranno in maniera casuale con solo una piccola icona in basso a destra dello schermo che varierà di colore, dal blu al rosso, che fungerà da indicatore della possibilità di incrociare un nemico. Un'eccezione sono gli F.O.E. (abbreviazione di Fysis Oikein Eidolon), Shadow molto più potenti rispetto agli altri, che saranno visibili e che appariranno anche nella mappa; i navigatori, Rise e Fuuka, inviteranno i compagni a rinunciare a combatterli, in quanto troppo potenti, e quindi, almeno inizialmente, è consigliabile studiare il loro peculiare modo di muoversi per la mappa, e sfuggire al loro campo visivo o evitare di trovarsi sul loro percorso o scatenare condizioni che li inducono ad essere attirati verso il giocatore e cercare lo scontro.
Altri aspetti differenti rispetto ai due titoli principali, li si trovano poi nel sistema di combattimento: la squadra di esplorazione di labirinti può raggiungere un massimo di cinque persone, compreso il Protagonista, e può essere organizzata suddividendo i membri in due file. I personaggi che si troveranno nella fila posteriore subiranno minori danni rispetto a quelli posti davanti, tuttavia diminuirà anche la potenza dei danni che infliggeranno, e dunque sarà consigliabile porre in tale fila i personaggi dotati di armi a lunga gittata (come Naoto, Aigis, Yukari e Yukiko), piuttosto che quelli improntati agli scontri a breve distanza. A differenza di Persona 3 e 4, inoltre, il giocatore non andrà incontro ad un Game over se il Protagonista che ha scelto esaurirà i suoi HP durante una battaglia (eccezion fatta se si decide di giocare a difficoltà "Risky"), ma occorrerà che anche gli altri membri della squadra perdano la vita. 
Sempre per quanto riguarda i due Protagonisti, essi vedono modificarsi drasticamente il potere della "wild card", perdendo la capacità di contenere dentro di sé molteplici Persona, ottenendo in cambio la possibilità di avere, oltre ai loro originali Persona ( Izanagi ed Orfeo ), contemporaneamente un altro Persona, che verrà definito sub-Persona; inoltre, a causa del loro incontro, tale capacità viene ereditata anche dagli altri personaggi. I sub-Persona crescono di esperienza contemporaneamente al Persona principale del personaggio a cui vengono affidati e danno allo stesso alcuni bonus, come ad esempio, allungare la sua barra dei punti HP e quelli SP o comunque offrirgli una maggiore scelta di mosse da usare, anche se l'affinità (resistenza o debolezza) agli elementi del personaggio rimarrà sempre quella del proprio Persona principale.
Al sistema di combattimenti, basato su quello di Persona 3 e Persona 4, sono state aggiunte alcune novità, come ad esempio nuove mosse, nuovi Persona e nuovi "status ailment" come la pietrificazione (che può persistere per l'intera battaglia e durante la stessa non permette alcuna azione al personaggio che ne è affetto, che non guadagna nemmeno punti esperienza), il "magical bind" e il "strenght bind" ( che impediscono al personaggio, rispettivamente, di usare mosse elementali e fisiche). Altra novità è una barra azzurra a destra durante le battaglie che si riempirà man mano che si infliggeranno danni agli Shadow e che ogni volta che si riempie, farà accenderà un pallino ( ve ne sono cinque totali) che permetterà di usare un'opzione nel menu combattimento chiamato "Leader Skill", attraverso il quale poter permettere al navigatore incaricato per il supporto in battaglia di adoperare una delle mosse del suo Persona (e del sub-Persona che le è stato assegnato) per aiutare la squadra. Inoltre, quando uno dei personaggi della squadra colpirà un nemico ad una mossa a cui quest'ultimo è debole o con un colpo critico ottiene una condizione definita di Boost che gli permette, nel turno successivo, di usare qualsiasi mossa senza spendere alcun punto HP o SP, e può protrarsi anche in turni successivi se si continuerà a colpire gli Shadow ad una loro debolezza o con colpi critici; il Boost si esaurirà, invece, se il personaggio che ne è dotato viene nello stesso turno colpito da uno Shadow, oppure se nel turno successivo usa una mossa che non infligge particolari danni ai nemici. Se più membri del party sono dotati della condizione di Boost, è possibile attivare un "All Out Attack", per merito del quale si possono infliggere gravi danni agli Shadow, anche se appunto, a differenza di Persona 3 e Persona 4, le probabilità che avvenga tale mossa sono casuali e quindi non vi sarà ogni volta che gli Shadow verranno colpiti al punto debole o con un colpo critico. Più personaggi sotto l'effetto del Boost a fine battaglia, inoltre, rendono anche più probabile di ottenere una carta contenente un Persona da poter usare come sub-Persona o per le fusioni nella Velvet Room.
Infatti, al di fuori dei labirinti, vi è la "Yasogami High", dove poter compiere tante altre azioni e visitare molti altri luoghi. Tramite l'opzione "Stroll" è possibile partecipare a degli eventi e incontrarsi con gli altri personaggi conversando con loro o passando piacevolmente del tempo libero assieme, conoscendosi e facendo amicizia. Tra i luoghi principali esplorabili vi è la Velvet Room dove, appunto, far fondere da Margaret tra loro i Persona e crearne nuovi più forti (o acquistarli dal "Persona Compendium"), oppure compiere la "Sacrifical Fusion" in cui, appunto, due Persona vengono sacrificati e non saranno più disponibili per il giocatore, e cedono ad un terzo Persona molti punti esperienza, ed in alcuni casi lasciano anche materiali. Tali materiali, come quelli che si possono raccogliere dopo aver sconfitto gli Shadow in battaglia, o nei Power Spot, possono essere venduti nel Laboratorio Artigianale a Theodore che li userà per costruire sempre nuove armi, armature o accessori utili per il combattimento. Vi è infine l'Infermeria, gestita da Elizabeth, che farà riprendere totalmente, sia in punti HP, sia SP, il Protagonista e il resto dei personaggi, dietro pagamento di una certa cifra. Oltre a ciò sarà possibile anche accettare le richieste che Elizabeth e gli altri personaggi faranno al Protagonista al quale, ad esempio, verrà richiesto di sconfiggere un F.O.E. o Shadow speciali che permettono di ottenere specifici materiali, oppure aiutare un compagno durante un evento speciale dello "Stroll". Ogni volta che una richiesta viene portata a termine, si riceve in premio, oltre che un certo numero di punti esperienza (che diviene sempre più grande man mano che si completano richieste più complicate), speciali accessori, skill card, armi, armature oppure un compenso monetario. Elizabeth, inoltre, nel corso del gioco ogni volta che il giocatore raggiungerà un nuovo labirinto, pone come richiesta la possibilità di sfidare il Protagonista in una battaglia per testare le sue abilità, e ad un certo punto sarà possibile sfidare anche Margaret e Theodore in una serie di battaglie.

## Personaggi
Membri della SEES:
- Protagonista P3 (il cui nome canonico è Makoto Yuki)
- Yukari Takeba
- Junpei Iori
- Mitsuru Kirijo
- Akihiko Sanada
- Aigis
- Fuuka Yamagishi
- Ken Amada
- Koromaru
- Shinjiro Aragaki

Membri del Team d'Investigazione:
- Protagonista P4 (il cui nome canonico è Yu Narukami)
- Yosuke Hanamura
- Chie Satonaka
- Yukiko Amagi
- Kanji Tatsumi
- Rise Kujikawa
- Teddie
- Naoto Shirogane

Altri personaggi:
- Zen
- Rei
- Elizabeth
- Margaret
- Theodore
- Marie

## Sviluppo
Persona Q è stato per la prima volta annunciato durante l'E3 2010 come gioco per la Nintendo 3DS, seppure in maniera generica, senza che ne fosse rivelato neanche il titolo. Solo 3 anni dopo, il 24 novembre 2013, la Atlus ne ha annunciato il titolo e la data di uscita in Giappone, assieme ad altri titoli della serie Persona come il nuovo titolo principale Shin Megami Tensei: Persona 5 o Persona 4 Arena Ultimax.
Per lo sviluppo del gioco, oltre che l'usuale staff della serie Persona che include il produttore Katsura Hashino, il direttore esecutivo Daisuke Kanada e quello del suono Shoji Meguro, hanno lavorato anche Atsushi Kitajoh e Toshiki Konishi che si sono occupati nella composizione di alcune tracce musicali, tra le quali la opening Maze of Life, sotto la supervisione di Meguro, e anche parte dello staff della serie Etrian Odyssey, come Yuji Himukai e Shin Nagasawa, che oltre agli elementi di gameplay già citati, hanno contribuito occupandosi del design di alcuni Shadow..
È stata poi annunciata in anteprima nel numero di ottobre 2014 della ASCII Media Works anche una trasposizione manga di Persona Q,. Tale adattamento è stato pubblicato dalla Kōdansha attraverso due edizioni diverse. Persona Q: Shadow of the Labyrinth - Side: P4, pubblicato sulla rivista Monthly Shōnen Sirius per la prima volta il 26 gennaio 2015, segue lo svolgimento della storia dal lato dei personaggi di Persona 4; Persona Q: Shadow of the Labyrinth - Side: P3, invece, pubblicato sulla Bessatsu Shōnen Magazine a partire dal 9 febbraio, segue le vicende attraverso il punto di vista di quelli di Persona 3. Entrambi i titoli sono stati poi pubblicati e tradotti in inglese sul sito americano Crunchyroll.